# Поверхнева мережа
Поверхнева мережа (з англ. Surface Web), також відома як видима мережа (Visible Web), чистий нет (Clearnet), індексована мережа (Indexed Web) чи світлий нет (Lightnet), – це та частка Всесвітньої мережі, що є доступною на широкий загал та яку здатні бачити стандартні пошукові онлайн-системи. Вона є протилежною до явища глибинної мережі. Згідно з одним із джерел, станом на 14 червня 2015 року кількість вебсторінок поверхневої мережі, проіндексованих Google, становила 14.5 мільярдів.